# Tribunal de la Asociación Europea de Libre Comercio
El Tribunal de la Asociación Europea de Libre Comercio fue creado en 1994 y desde 1996 tiene su sede en Luxemburgo. Se encarga de garantizar el respeto de las normas de la AELC. Está compuesto por tres jueces (uno por cada Estado miembro). La lengua de trabajo es el inglés.